# ミッテルラント運河
ミッテルラント運河（ミッテルラントうんが、ドイツ語: Mittellandkanal）は、ドイツの連邦水路で、全長325.3キロメートルあり、人工的な水路としてはドイツで最長である。支線運河や連絡している水路を含めると、全長は392キロメートルに達する。ドルトムント-エムス運河、ヴェーザー川、エルベ川、エルベ-ハーフェル運河を結んでいる。より広く見て水流次数が1となる川で示せば、ライン川、エルベ川、オーデル川を結んでいることになる。西側でライン川とは、ドルトムント-エムス運河とライン-ハーネ運河またはヴェーゼル-ダッテルン運河経由で接続されている。東側では、エルベ-ハーフェル運河、下ハーフェル水路、ハーフェル-オーデル水路を通じてミッテルラント運河がオーデル川に接続されている。ヨーロッパ全体で見れば、一方にオランダ、ベルギー、ルクセンブルク、フランス、スイス、他方にポーランドとチェコを結んでいることになる。
運河はエムス-ヴェーザー運河、ヴェーザー-エムス運河、ウェーザー-エルベ運河、ライン-エルベ運河、エルベ-ヴェーザー-エムス運河、エムス-ヴェーザー-エルベ運河などとも呼ばれているが、これらは古い名前であるか地域的な名前で、滅多に用いられることはない。

## 運河の位置関係

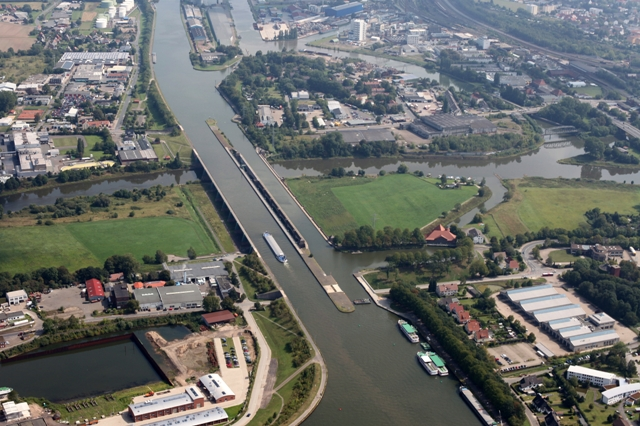
ヴェーザー川との交差

ミッテルラント運河は、ノルトライン＝ヴェストファーレン州テックレンブルガー・ラントのベルゲスヘーフェーデにある水路の三角交点においてドルトムント-エムス運河から分岐し、グラーフェンホルスター峡谷を流れてトイトブルクの森とヴィーエンゲビルゲの北側を東に流れる。
ミンデンにおいてミッテルラント運河は、ヴェーザー川の谷をミンデン水路橋で横断する。2本の下路式の橋を使ってヴェーザー川を横断している。ミッテルラント運河とヴェーザー川は、北側から立坑式閘門を経由する経路と、南側から工業用港と2か所の閘門を経由する経路で接続されている。シャウムブルクの森とシュタインフーデ湖の南を通ってハノーファー近郊のゼールツェへと進み、ライネ川の谷を新旧2本の経路で横断する。ハノーファー-リンデン支線運河およびライネ川への連絡運河を通じて、ライネ川とイーメ川につながっている。ミッテルラント運河はさらにハノーファーの北部を通って、アンダーテンの閘門に達する。ここまでの区間は西水位と呼ばれ、標高50.3メートルの高さにある。これと同じ高さで、ドルトムント-エムス運河はミュンスターの閘門まで続いている。
アンダーテンの東では、14.7メートル水位が上がって標高65メートルとなり、パイネやブラウンシュヴァイクを通る。エルベ側線運河が分岐すると間もなく、ヴォルフスブルクのジュールフェルト閘門で同一の高さが終わり、ここで9メートル水位が下がる。
ここからは標高56メートルとなり、ヴォルフスブルクのフォルクスワーゲンの工場のすぐ脇を流れる。かつての東西ドイツ国境を通り、ドレームリング自然公園、そしてカルフェアデ、ハルデンスレーベン、ヴォルミアシュテットを通る。2003年までは、マクデブルクの北で戦争のために完成しなかったエルベ川との交差のところでミッテルラント運河は終わっていた。船はローテンゼーボートリフト、ローテンゼー連絡運河、エルベ川、ニーグリップ閘門を迂回してエルベ-ハーフェル運河へ行かなければならなかった。
2003年10月にマクデブルク水路橋が開通し、ミッテルラント運河は918メートルの水路橋でエルベ川を渡って、ホーエンヴァルテ閘門にすぐに到達する。ここで東水位の区間は終わり、18.55メートル水位が下がってエルベ-ハーフェル運河に合わせられる。ホーエンヴァルテの東の325.7キロメートル地点で、ミッテルラント運河はエルベ-ハーフェル運河に合流するが、その先下ハーフェル水路との交点である380.9キロメートル地点まではミッテルラント運河の距離程がつけられている。

## 建設および歴史

### 計画と建設開始
低い山岳地帯が始まるより前の北ドイツ平原において、ライン川とエルベ川を結ぶ運河を建設するという最初の計画は1856年に持ち出された。この考えはクライスバウマイスター・フォン・ハルトマンの協力を得て発展した。
この計画は、東エルベ地方の農民が西部から安価な産物が流入してくることを恐れたため、国内で厳しい議論を呼び起こした。妥協として、1905年4月1日にプロイセン水利法が施工された際に建設が決定された運河は、ハノーファーまでとされた。翌年、第1段階としてベルゲスヘーフェーデからハノーファーまでの、西側でドルトムント-エムス運河と接続する区間の建設が始まった。第一次世界大戦により建設はかなり遅れたが、ミンデンまでの区間が完成して、1915年に当時はまだエムス-ヴェーザー運河という名前であったが、供用を開始した。さらに翌年、ミンデン近郊でヴェーザー川に架かる水路橋が完成し、ハノーファーのミスブルク港までの区間が供用を開始して、これにより妥協案の全区間が完成した。
1919年から、ハンザ運河という連絡運河が計画された。ハンザ運河はブラームシェでミッテルラント運河から分岐し、アヒムでヴェーザー川を横断し、シュターデでエルベ川に到達する計画であった。しかしこのプロジェクトは結局着手されることはなかった。

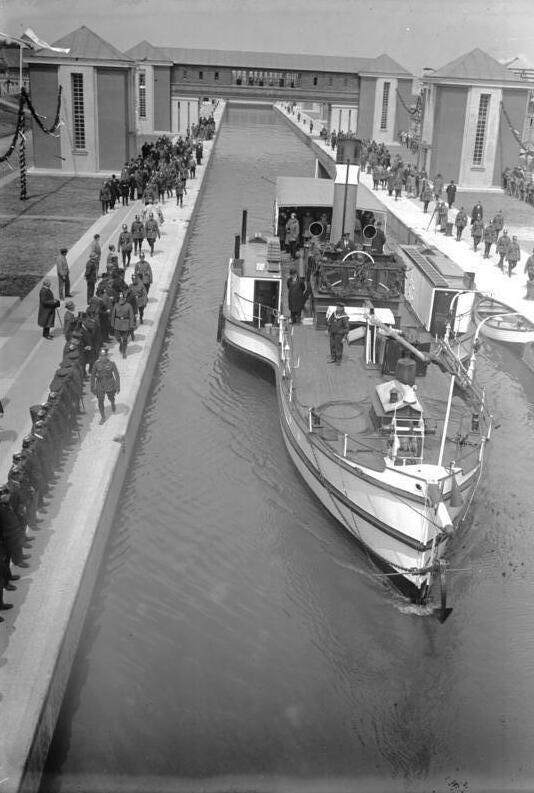
ヒンデンブルク閘門（アンダーテン閘門）の開通（1928年）

1926年7月26日に国家の方針としてミッテルラント運河の残りの区間を完成させることが決定された。
1918年12月14日には、プロイセン政府が緊急事業として、アンダーテンからパイネの区間と、ヒルデスハイムまでの分岐運河の建設を命じていた。工事の一部は第一次世界大戦直後から始まり、1928年にミッテルラント運河のハノーファーからパイネ、そして支線のヒルデスハイムまでが完成した。ハノーファー近郊のアンダーテンの閘門は、1928年にドイツ国大統領パウル・フォン・ヒンデンブルク臨席で開通した。
1928年にはさらに東側への次の拡張工事が開始された。1929年にはパイネの港への接続が行われ、1933年にはブラウンシュヴァイクの港へとつながった。国家労働奉仕団の支援を受けて、アルトマルク南部のモーアニーデルンゲンの湿地帯が排水され、1938年にマクデブルクのジュールフェルト閘門とローテンゼーボートリフトが完成し（10月30日に厳粛な開通式典があった）、エルベ川までの接続が完了した。しかし、第二次世界大戦のためにエルベ川の立体交差は完成せず、エルベ川に架かる水路橋とホーエンヴァルテのボートリフトの建設は1942年に中止された。戦後のドイツ分断時代には、エルベ川横断部の建設はもはや求められなかった。船は一旦エルベ川の水位まで下り、ニーグリップ閘門を経る迂回をして、東のエルベ-ハーフェル運河へと進まなければならなかった。

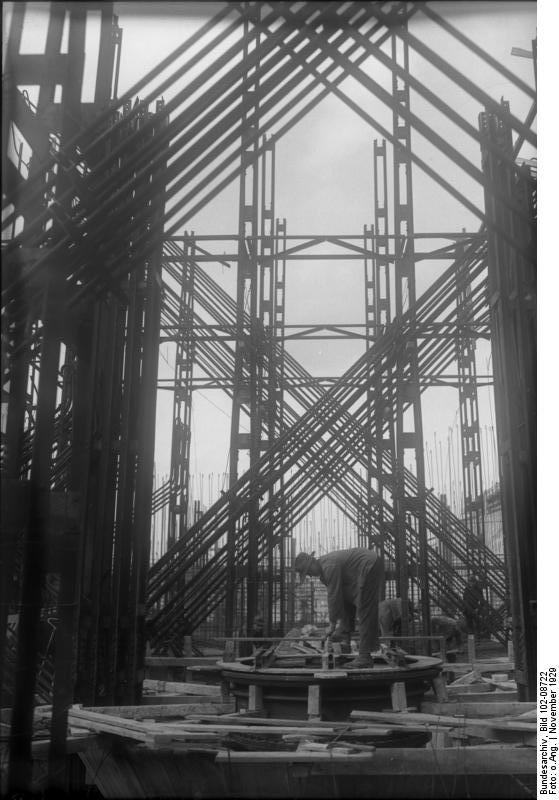
ハノーファー付近の建設（1929年）

同様に未完成に終わったものとして、ミッテルラント運河の南部区間と呼ばれるものがある。これは1926年に決定されたプロジェクトで、ミッテルラント運河の拡大工事と同時進行することになっており、ザーレ川を開発してライプツィヒやハレ地区に新たな運河を何区間か設置することになっており、これによりルール地方からマクデブルク経由で中央ドイツ工業地域に直接船舶輸送がつながることになっていた。この工事は1933年7月に着工されて迅速に進められたが、1937年以降は緩慢な動きとなり、最終的に戦争のために1942年から1943年にかけて完全に工事が打ち切られた（エルスター-ザーレ運河）。

### 1945年以降
1965年に、ドイツ連邦共和国（西ドイツ）はノルトライン＝ヴェストファーレン州およびニーダーザクセン州における運河を拡張して、IV級水路（現在のVb級水路に対応）にすることを決定した。水路を拡幅することで、より大きな船を通せるようにするものであった。ドイツ民主共和国（東ドイツ）でも、自領内の区間について運河の拡大が推進された。
ドイツ再統一後、ドイツ統一交通計画第17条に、ミッテルラント運河の拡大が短期間の計画時間で盛り込まれた。1993年にハルデンスレーベンの保安用水門の建設が、そして1997年にローテンゼー閘門の建設が開始された。翌年、マクデブルクの近郊でエルベ川の峡谷を横断するマクデブルク水路橋の建設が開始された。同年、ミンデンの新しい水路橋が供用を開始した。1999年にはホーエンヴァルテ閘門の礎石が置かれた。
2003年にマクデブルク水路橋とホーエンヴァルテ閘門が供用開始したことで、ミッテルラント運河の全区間が初めて通航可能となった。
さらに、オランダのトヴェンテ運河との接続も議論されており、実現すればロッテルダム港への距離をかなり短縮することができるが、プロジェクトの経済的な実行可能性は疑問視されている。

### 曳航の独占権
1905年にプロイセン議会は水路の建設と開発に関する法律を定め、その中で曳航に関する独占を導入した。このため、西部プロイセン諸州における運河では国家の独占するタグボートのみが許可されていた。1915年2月にベルゲスヘーフェーデとミンデンの間の営業がミンデン曳航局により、そして1916年12月にミンデンからハノーファーまでの区間がハノーファー曳航局により開始された。1967年12月31日にこうした曳航業務は廃止され、自走式の船が広まった。

## 改良と寸法限界

### 基準と改良工事

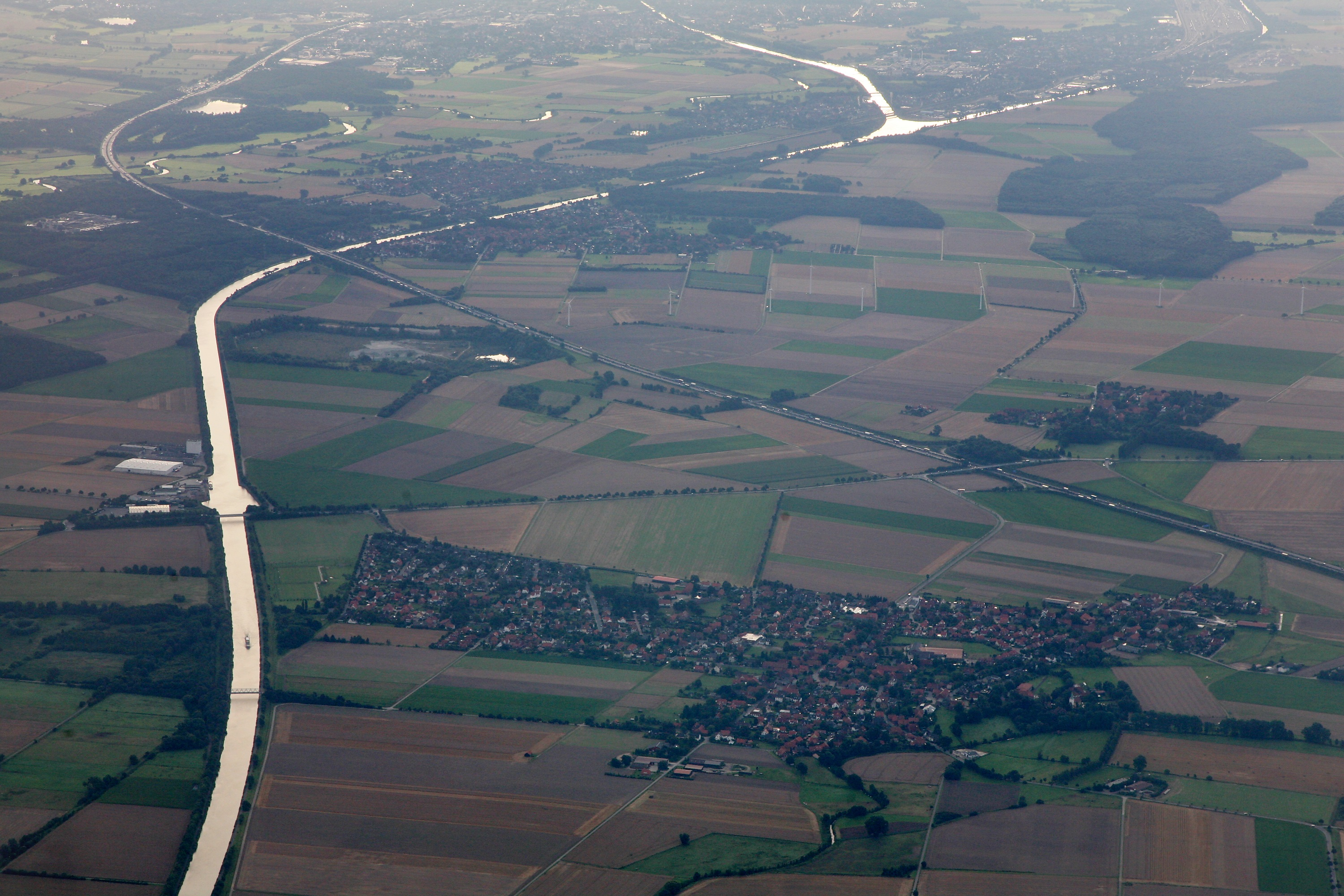
高速道路A2号のアンダーパスおよびハノーファー-リンデン支線運河の分岐

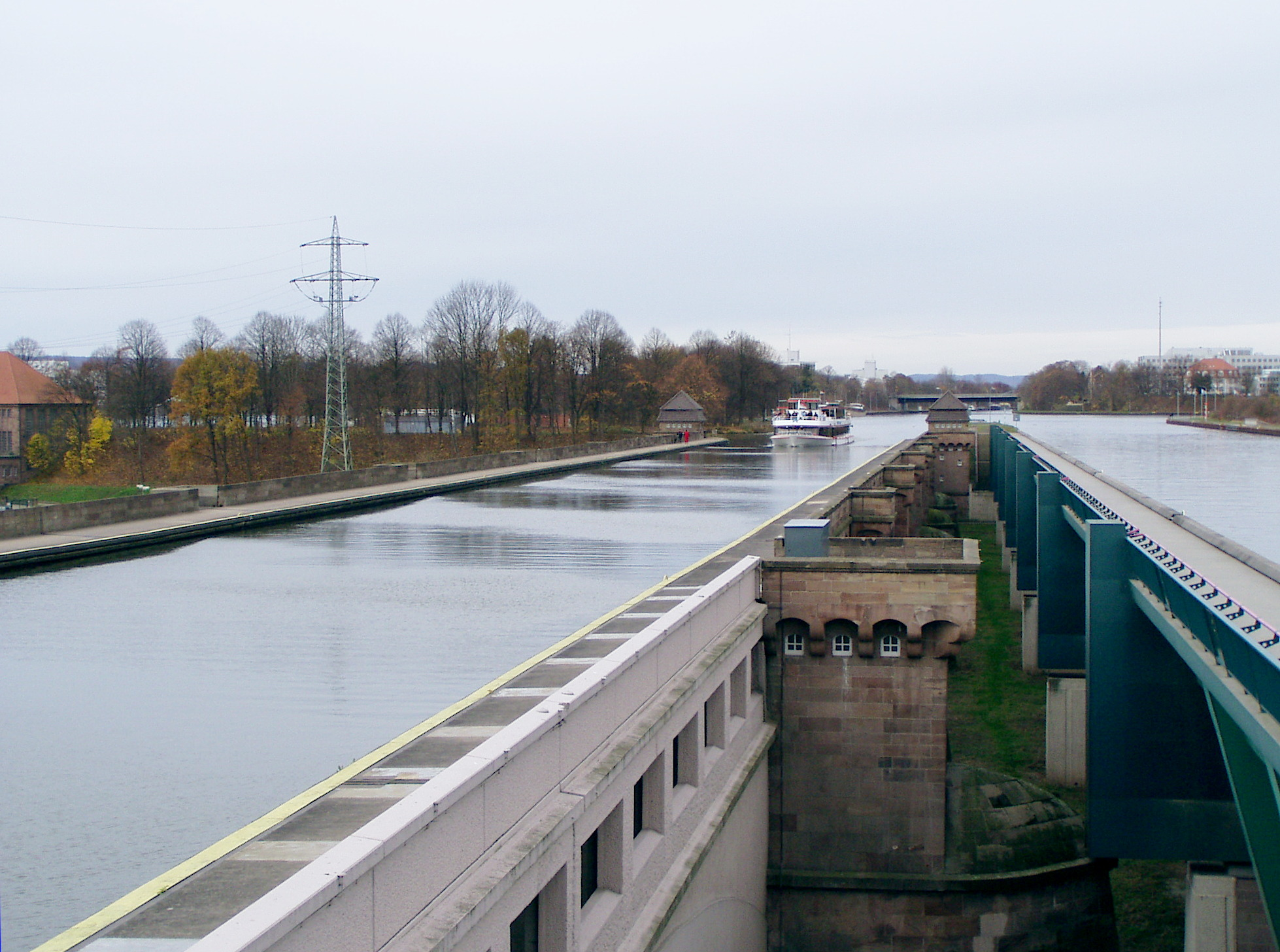
ミンデンの新水路橋と旧水路橋

ベルゲスヘーフェーデ - ハノーファー間では、当初600トンまでの船が通航可能であったが、水位を50センチ上げて1,000トンまでの船を通行可能にする可能性が既に提案されていた。ハノーファーより東では、ミッテルラント運河は1,000トンまでの船を通航させる設計であった。
1950年代以降、自走式の船がタグボートによる曳航を完全に置き換え、またさらに大きな船に対応する拡張が不可避になった。1965年にミッテルラント運河をヨーロッパ船規格（1,350トン、全長85メートル、幅9.5メートル、喫水2.5メートル）へ、当時のIV級水路の基準に従って拡大することが決定された。拡大が行われる間、船の寸法はさらに拡大し、大型自航貨物船（2,300トン、全長110メートル、幅11.4メートル、喫水2.8メートル）が査定の基準となった。1994年のヨーロッパ船に対する水路断面が現在に至るまで有効な断面寸法であり、現在のVb級水路の基準に対応している。
運河の改良工事はドルトムント-エムス運河からザクセン＝アンハルト州境界までの間で完成した。かつての東ドイツ領内では、1976年から1987年までの間に既に拡大工事が行われていた。しかしこれらの区間は今日の要求に見合っておらず、ドイツ統一交通計画第17条に指定の全区間がさらに拡大工事を実施されている。2018年現在ではハルデンスレーベンとヴォルミアシュテットの間の区間で拡大工事が実施されている。工事は2019年完了見込みである。
拡大工事の初期には、かなりの区間でシートパイルを使った長方形状の断面で建設された。動物福祉上の理由から、動物がおぼれるのを防ぐために、運河の周辺をフェンスで囲う必要があった。このためこんにちにおいては、台形状の断面が好まれている。シートパイルを使った拡大工事は港や閘門でのみ採用されている。ハノーファー市街付近の区間など土地の不足といった理由で一般区間においてシートパイルを使った拡大工事が避けられない場合は、長方形と台形を組み合わせたKRT断面が採用されている。この方式では垂直なシートパイルは水面から20センチ下で終わっており、これにより小動物が水面から上がることができる。

### 標準断面
台形断面（築堤斜面）
幅55メートル、深さ4メートル、空頭高5.25メートル
長方形断面（シートパイル）
幅42メートル
多くの場所で上記の断面が組み合わせられている。たとえば片側の岸で台形断面、他方の岸で長方形断面になっていたり、シートパイルが水面下で終わって斜面へと続いていたりする。これによって水深が維持されている幅が場所によって異なっている。

### 標準船
大型自航貨物船 (Großmotorgüterschiff)
大型自航船 (Großmotorschiff) とも。全長110メートル、喫水2.8メートル、幅11.45メートル、積載量2,300トン
特大自航船 (Übergroßes Motorschiff)
全長135メートル
プッシャーバージ
全長185メートル、幅11.4メートル、喫水2.8メートル、積載量4,500トン
上記の寸法は、各船型における最大の寸法である。改良工事の実施された運河区間に対応するものである。

## 港と構造物
ミッテルラント運河の各港の位置と取り扱いトン数を示す。ミッテルラント運河のキロ程は、ドルトムント-エムス運河との分岐点を0キロメートルとして始まり、東へ向かって増加し、マクデブルクの東のエルベ-ハーフェル運河で325.7キロメートルとして終わる。
| キロ程       | 州                                 | 港                       | 貨物取扱量（トン）      |
| ------------ | ---------------------------------- | ------------------------ | ----------------------- |
| 3.5 – 4.9    | ノルトライン＝ヴェストファーレン州 | イベンビューレン港       | 506,000トン（2016年）   |
| 13 S/N       | ノルトライン＝ヴェストファーレン州 | レッケ港                 | -                       |
| 19 S         | ノルトライン＝ヴェストファーレン州 | メッティンゲン           | -                       |
| (30,4) SKO   | ニーダーザクセン州                 | オスナブリュック支線運河 | 629,000トン（2004年）   |
| 29 – 40      | ニーダーザクセン州                 | ブラームシェ港           | 240,000トン（2015年）   |
| 54 N         | ニーダーザクセン州                 | ボームテ積替点           | -                       |
| 59 – 62      | ニーダーザクセン州                 | バート・エッセン港       | コンテナ                |
| 71           | ノルトライン＝ヴェストファーレン州 | ゲートモルト港           | 71,200トン（2013年）    |
| 80           | ノルトライン＝ヴェストファーレン州 | リュープベッケ港         | 568,000トン（2016年）   |
| 88 – 92      | ノルトライン＝ヴェストファーレン州 | ヒレ港                   | 20,000トン（2016年）    |
| 100 – 103    | ノルトライン＝ヴェストファーレン州 | ミンデン港               | 929,000トン（2016年）   |
| 107 N, 112 N | ニーダーザクセン州                 | ブリュッケブルク港       | 57,000トン（2013年）    |
| 119 S, 123 N | ニーダーザクセン州                 | ニーデルンヴェーレン港   | -                       |
| 129 N        | ニーダーザクセン州                 | ザクセンハーゲン港       | -                       |
| 135 – 143    | ニーダーザクセン州                 | ヴンストーフ港           | 123,855トン（2013年）   |
| 147 – 151    | ニーダーザクセン州                 | ゼールツェ港             |                         |
| 154 – 174    | ニーダーザクセン州                 | ハノーファー港           | 4,000,000トン（2013年） |
| 175 – 184    | ニーダーザクセン州                 | ゼーンデ港               | -                       |
| (183)        | ニーダーザクセン州                 | ヒルデスハイム支線運河   | -                       |
| 192 – 194    | ニーダーザクセン州                 | メールム港               | 1,800,000トン           |
| 196 – 202    | ニーダーザクセン州                 | パイネ港                 | 317,000トン（2004年）   |
| 210 – 213    | ニーダーザクセン州                 | ヴェンデブルク係留施設   | 貨物扱いなし            |
| (213)        | ニーダーザクセン州                 | ザルツギッター支線運河   | -                       |
| 217 – 223    | ニーダーザクセン州                 | ブラウンシュヴァイク港   | 830,000トン（2014年）   |
| 227 – 255    | ニーダーザクセン州                 | ギフホルン港             | 300,000トン             |
| 236 – 249    | ニーダーザクセン州                 | ヴォルフスブルク港       | 148,000トン（2014年）   |
| 269          | ザクセン＝アンハルト州             | ドレームリング           | 0                       |
| 283 – 295    | ザクセン＝アンハルト州             | フレヒティンゲン港       | 2,800,000トン（2008年） |
| 300 – 306    | ザクセン＝アンハルト州             | ハルデンスレーベン港     | 1,800,000トン（2014年） |
| 307 S        | ザクセン＝アンハルト州             | ファールドルフ港         | -                       |
| (319)        | ザクセン＝アンハルト州             | マクデブルク港           | 3,500,000トン（2014年） |

## 支線運河

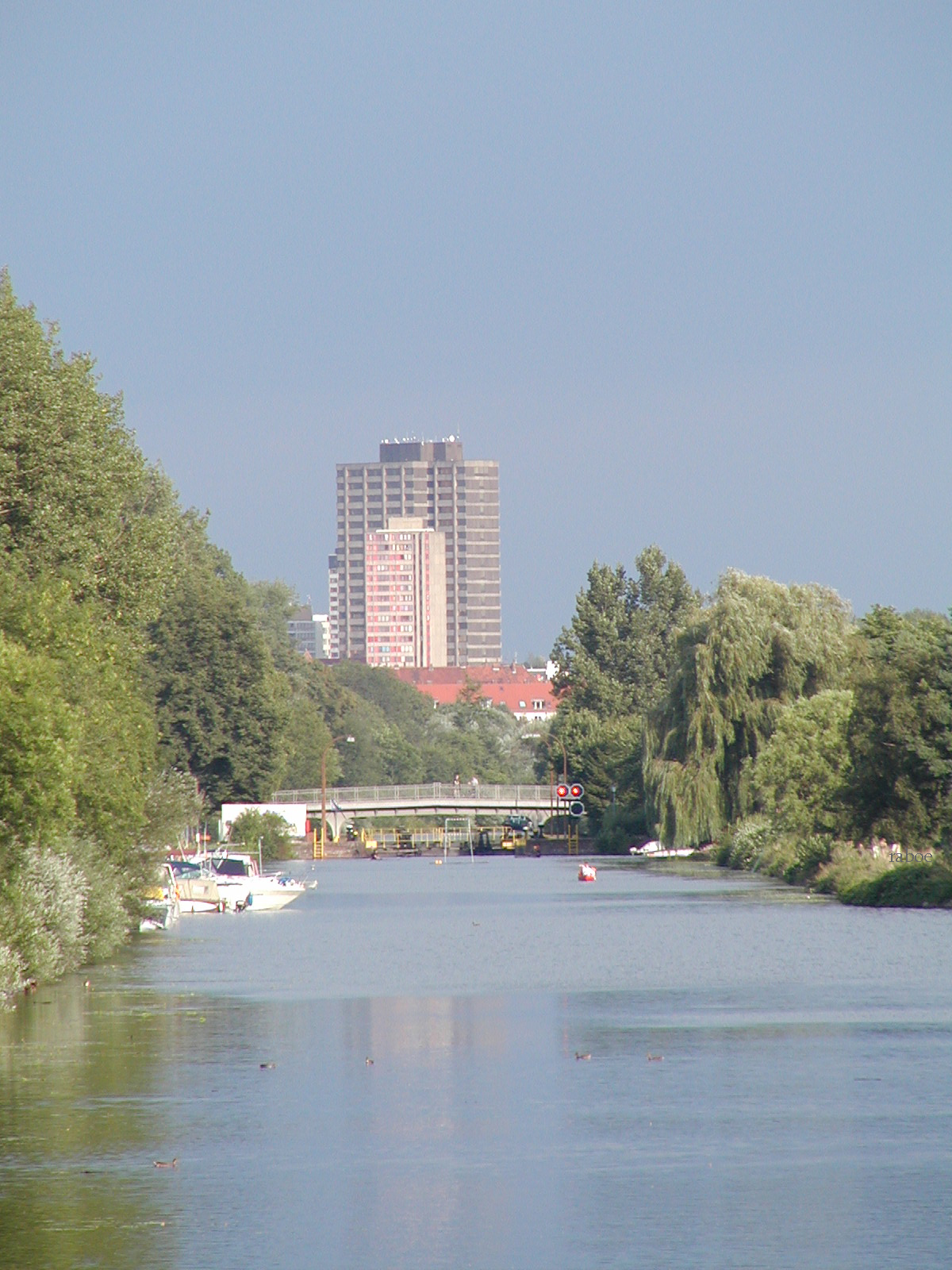
ハノーファー-リンデン支線運河からライネ連絡運河の方向を見た風景、背景はハノーファーのイーメセンター

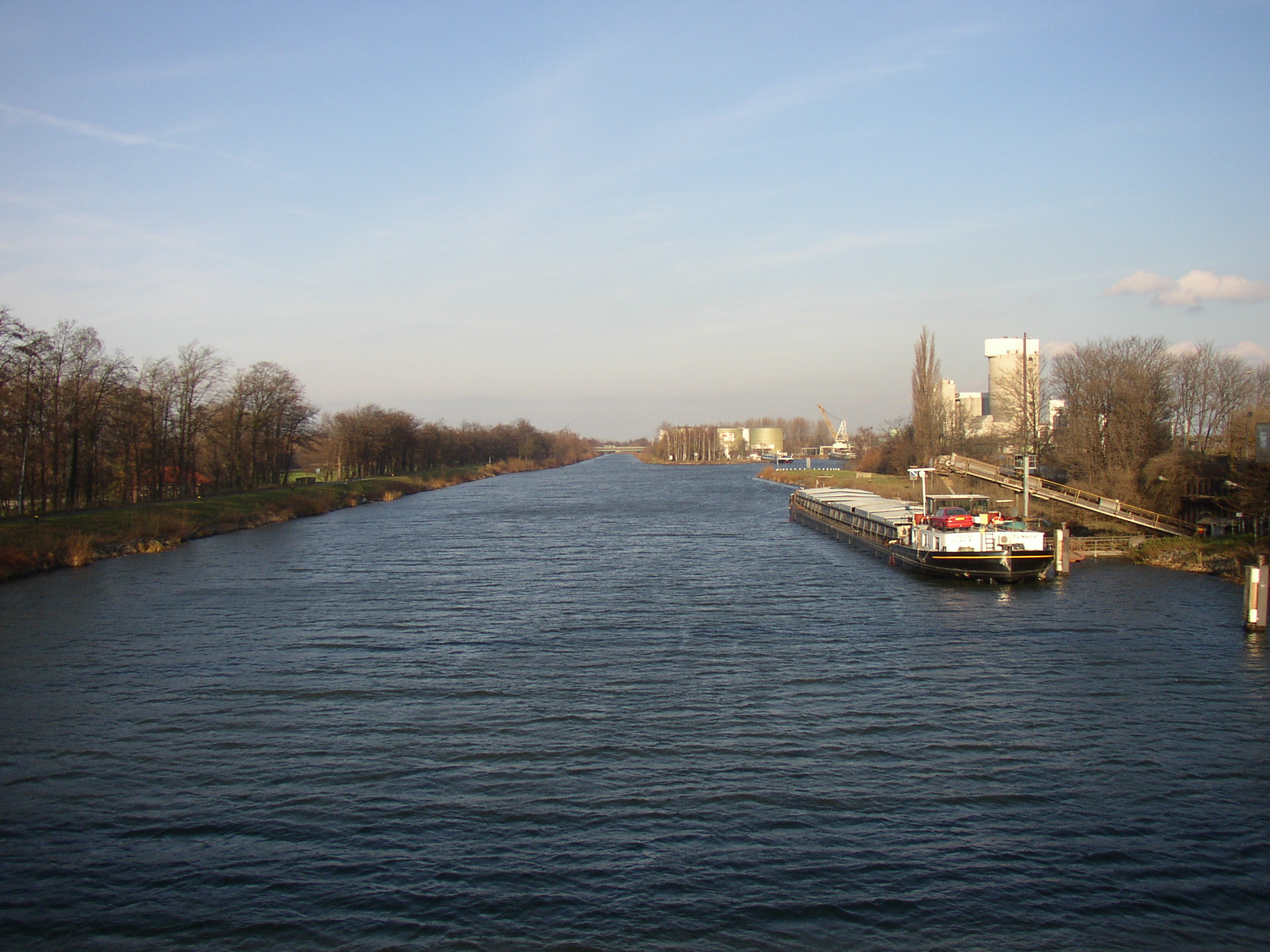
ザルツギッター支線運河

ミッテルラント運河は、全線でたった3段階の水位しか設定されていない、好ましい縦断面を持っている。仮にオスナブリュック、ヒルデスハイム、ザルツギッターといった都市に直接運河を結んでいたら、これは不可能であった。代わりにこれらの都市は、本線に接続する支線運河で結ばれている。例外はイベンビューレン支線運河で、この運河はミッテルラント運河本体の拡大工事によって不要となったかつての水路を利用したものである。改良されたミッテルラント運河は新たに4キロメートルの長さがある。旧経路のうち東側だけが本線に通じて残されており、イベンビューレン貨物扱い所に通じている。こうした支線運河は、連邦水路としては正式にはミッテルラント運河に属している。
| 名前                          | 略称 | ミッテルラント運河分岐点キロ程 | 分岐地点         | 全長        | 水位段数 |
| ----------------------------- | ---- | ------------------------------ | ---------------- | ----------- | -------- |
| イベンビューレン支線運河      | SKI  | 3.94                           | イベンビューレン | 1.1         | -        |
| オスナブリュック支線運河      | SKO  | 30.39                          | ブラームシェ     | 13.0 (14.5) | 2        |
| ハノーファー-リンデン支線運河 | SKL  | 149.59                         | ゼールツェ       | 10.5 (11.2) | 1        |
| ミスブルク支線運河            | SKM  | 171.14                         | ハノーファー     | 0.6 (3.4)   | -        |
| ヒルデスハイム支線運河        | SKH  | 183.25                         | ゼーンデ         | 14.4 (15.1) | 1        |
| ザルツギッター支線運河        | SKS  | 213.50                         | ヴェンデブルク   | 17.9        | 2        |

## 水路橋および連絡運河
ミッテルラント運河はその経路中で、ヴェーザー川、ライネ川、エルベ川などいくつかの川を横断している。これらの連邦水路に架かる下路橋で運河は横断しており、やはり連邦水路である連絡運河で横断している川と接続されている。連絡運河は本線から直接分岐しているが、例外としてライネ連絡運河はハノーファー-リンデン支線運河から分岐している。ヴェーザー側への南側の連絡運河と、ローテンゼー連絡運河は、港へもつながっている。

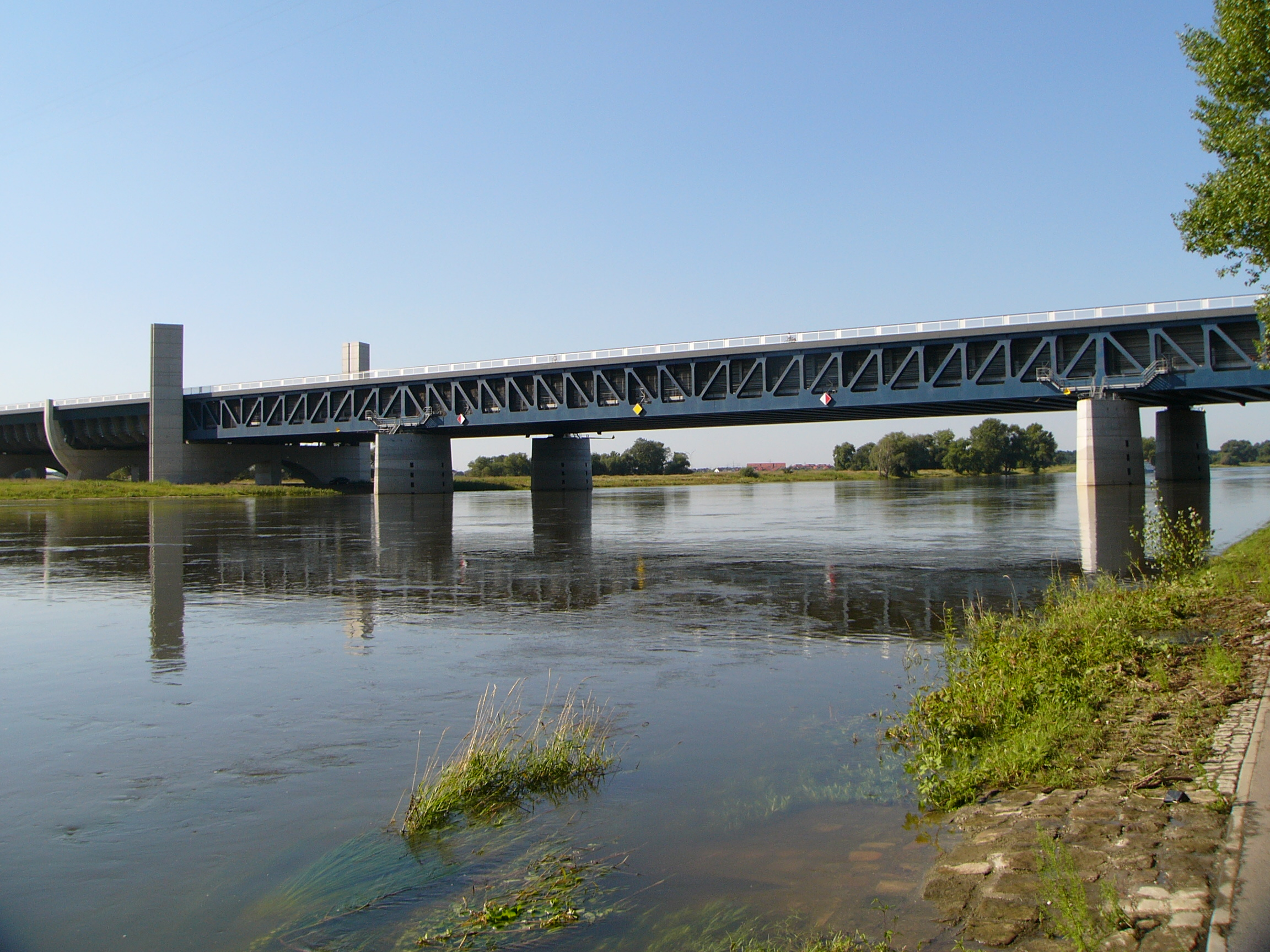
マクデブルク近郊でエルベ川に架かる水路橋、2003年

| 名前                 | 略称 | ミッテルラント運河分岐点キロ程                | 分岐地点             | 全長 | 水位段数 |
| -------------------- | ---- | --------------------------------------------- | -------------------- | ---- | -------- |
| ヴェーザー北連絡運河 | VKN  | 101.60                                        | ミンデン             | 1.2  | 1        |
| ヴェーザー南連絡運河 | VKS  | 102.93                                        | ミンデン             | 1.3  | 2        |
| ライネ連絡運河       | VKL  | 8.46（ハノーファー-リンデン支線運河のキロ程） | ハノーファー         | 1.6  | 1        |
| ローテンゼー連絡運河 | RVK  | 319.59                                        | ヴォルミアシュテット | 5.3  | 1        |

## 閘門・ボートリフト

### 当初建設された運河に対する変更点
ミッテルラント運河は当初タグボート牽引の船舶通航用に設計されていた。このため、本線およびザルツギッター支線運河に設けられた閘門は、タグボートから牽引される船まで全部を収容できるようにかなり長く建設されている。この理由で、こうした古い閘門の構造物であっても、長さや幅の点では現代の要求を満たしている。空頭高だけが現代の状況に対応して改良する必要があり、たとえばアンダーテン閘門、ザルツギッター支線運河のヴェツレンシュテットおよびユーフィンゲンといったところがこの対象である。ジュールフェルト閘門では、南側の閘門が大きな空頭高と喫水に対応する新しい閘門に造り直された。2018年時点では、支線運河や連絡運河に残されている小さな閘門は数年以内に、ヒルデスハイム支線運河のボルツム閘門に施工されたように、最低139メートルの長さを確保するように改築されることになっている。2018年現在、ミンデンにあるヴェーザー北連絡運河の閘門の新設工事が施工されている。

### 本線運河にある船舶昇降施設

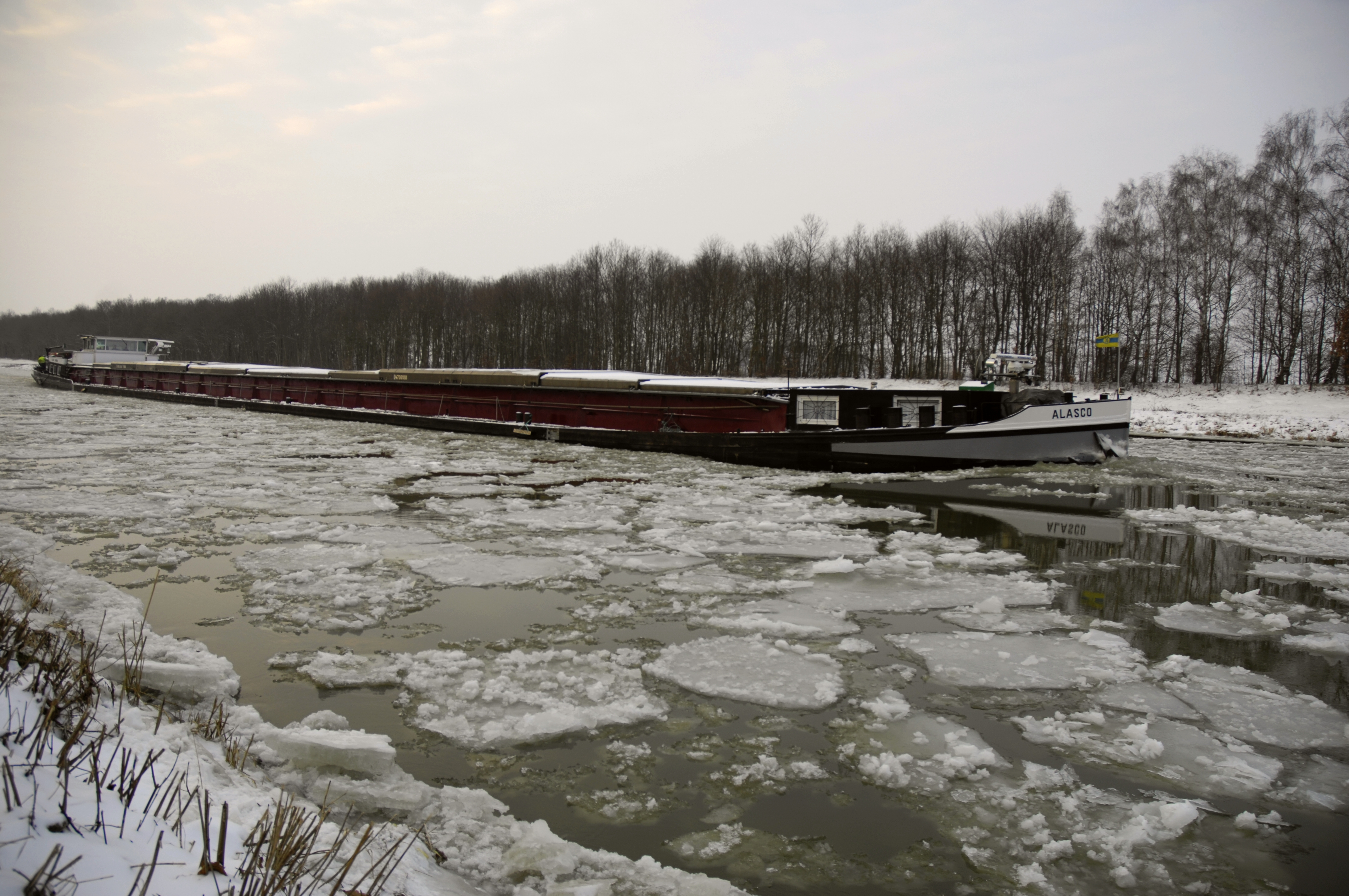
寒い冬には砕氷船で航路を確保しなければならない、2010年1月ラスホルスト近郊のミッテルラント運河

アンダーテン閘門（並列立坑式閘門）
密閉式節水装置を備えた2個の同じ設計の閘門室を備える。キロ程は174.2 km地点で、1919年から1928年にかけて建設された。有効長214メートル、幅12メートル、空頭高5.9メートル、喫水2.8メートル、揚程14.7メートルである。閘門操作要員が東閘門の上に架かる橋にある遠隔操作室に配置されている。閘門の上に架かる道路の橋から双方の閘室の中を眺めることができる。
ジュールフェルト閘門（並列閘門）
北閘門は、開放式節水装置を備えた立坑式閘門で、キロ程は236.9 km地点にあり、1934年から1937年にかけて建設された。有効長224メートル、幅12メートル、空頭高4メートル、喫水2.2メートル、揚程9メートルである。南閘門は新しい閘門で、開放式節水装置を備えた閘門である。2004年から2008年にかけて建設された。有効長225メートル、幅12.5メートル、空頭高5.25メートル、喫水2.8メートルである。南閘門の管理室に操作要員が配置されている。ジュールフェルト閘門は当初は同じ設計の閘門2個で建設された。南閘門は2004年に取り壊され、より大きな寸法の新しい閘門が建設された。訪問者用の駐車場があり、北閘門の低い側に観覧可能な場所がある。
ホーエンヴァルテ閘門
3個の開放式節水装置を備えた2個の同じ設計の閘門がある。キロ程は325.1 km地点で、1998年から2003年にかけて建設された。有効長190メートル、幅12.5メートル、空頭高5.25メートル、喫水2.8メートル、揚程18.55 - 19.05メートルである。未完成に終わったホーエンヴァルテボートリフトの代替である。操作要員が現地に配置されている。訪問者用の駐車場があり、上流側に訪問できる場所があり、また橋がある。情報表示板もある。

### 支線運河にある船舶昇降施設
ホラーゲ閘門
節水装置なしの単独閘門である。オスナブリュック支線運河の7.2 km地点にある。1913年から1915年にかけて建設された。有効長82メートル、幅10メートル、喫水2.2メートル、揚程4.75メートルである。
ハステ閘門
節水装置なしの単独閘門である。オスナブリュック支線運河の12.7 km地点にある。1913年から1915年にかけて建設された。有効長82メートル、幅10メートル、喫水2.2メートル、揚程4.75メートルである。
ハノーファー-リンデン港閘門
2個の開放式節水装置を備えた立坑式閘門が1個ある。ハノーファーリンデン支線運河の9.5 km地点にある。1914年から1917年にかけて建設された。有効長83メートル、幅10メートル、空頭高4.25メートル、喫水2.5メートル、揚程7.8メートルで、アンダーテン閘門から遠隔制御されている。
ボルツム閘門
節水装置なしの単独閘門である。ヒルデスハイム支線運河の0.76 km地点にある。2007年から2012年にかけて建設された。有効長139メートル、幅12.5メートル、喫水2.8メートル、揚程8メートルである。アンダーテン閘門から遠隔制御されている。ヒルデスハイム支線運河の拡大工事により、上流区の水位は0.5メートル上げられることになっており、揚程は8.5メートルに拡大することになっている。旧閘門は水から切り離され、技術遺産として保存されている。
ヴェツレンシュテート並列立坑式閘門
ザルツギッター支線運河4.6 km地点にある。1938年から1940年にかけて建設された。東閘門は節水装置なしで、有効長220メートル、幅12メートル、空頭高6メートル、喫水2.7メートル、揚程9.3メートルである。西閘門は節水装置なしで、有効長225メートル、幅12メートル、空頭高4.55メートル、喫水2.1メートルである。ヴェツレンシュテート遠隔制御室から管理されている。ヴェツレンシュテート閘門は2個の同じ設計の閘門として建設されたが、1975年から1976年にかけて大型自航貨物船のために東閘門が改良された。
ユーフィンゲン並列立坑式閘門
ザルツギッター支線運河10.7 km地点にあり、1938年から1940年にかけて建設された。東閘門は節水装置なしで、有効長220メートル、幅12メートル、空頭高5.5メートル、喫水2.7メートル、揚程9.3メートルである。西閘門は節水装置なしで、有効長225メートル、幅12メートル、空頭高4.25メートル、喫水2.2メートルである。ヴェツレンシュテート遠隔制御室から管理されている。ユーフィンゲン閘門は2個の同じ設計の閘門として建設されたが、1975年から1976年にかけて大型自航貨物船のために東閘門が改良された。

### 連絡運河にある船舶昇降施設

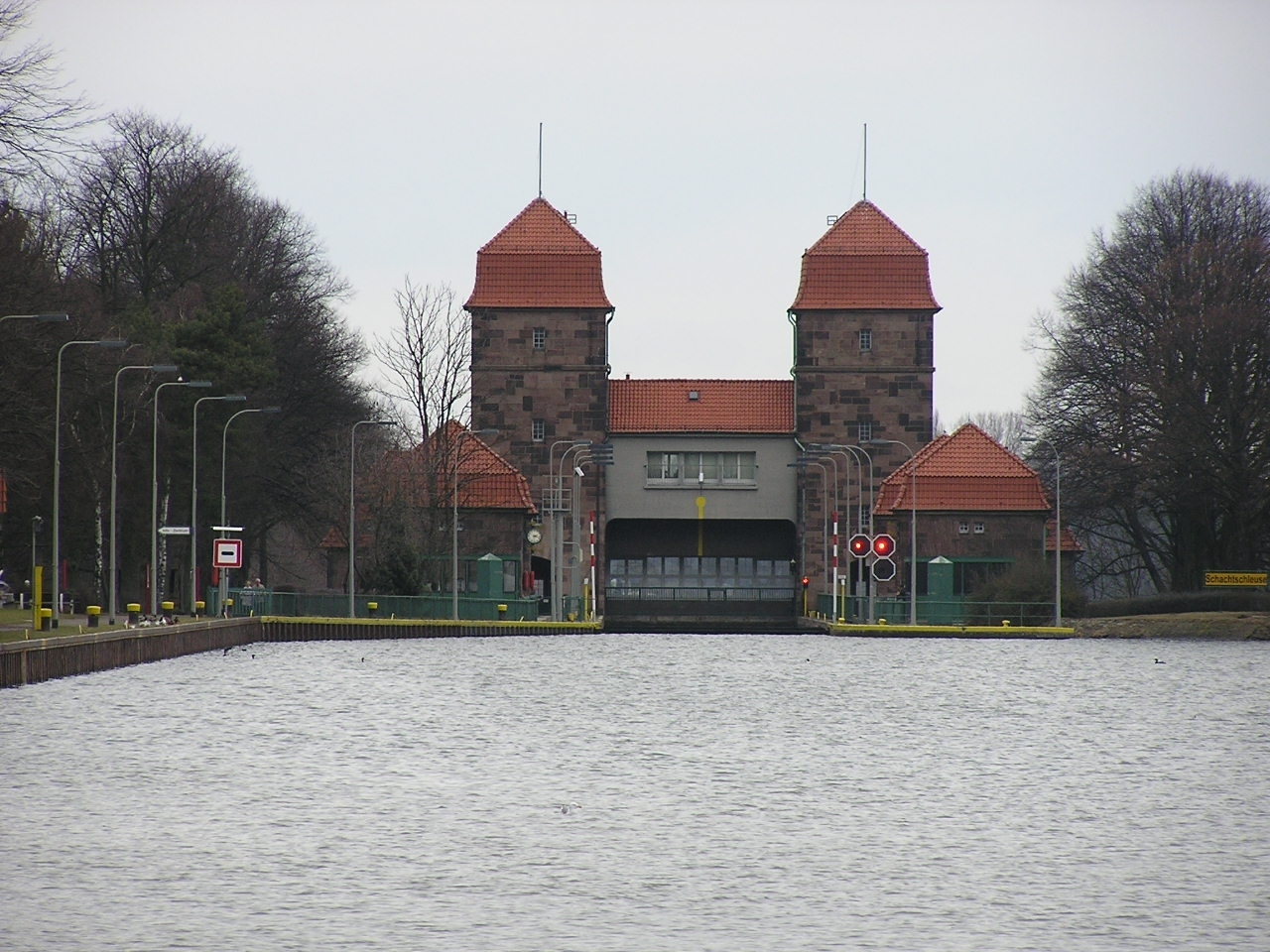
ヴェーザー北連絡運河にあるミンデン立坑式閘門をミッテルラント運河側から見る

ミンデン立坑式閘門
密閉式節水装置を備えた立坑式閘門が1個ある。ヴェーザー北連絡運河の0.5 km地点にあり、1911年から1914年にかけて建設された。有効長85メートル、幅10メートル、喫水2.5メートル、揚程はヴェーザー川の水位に依存するが最大13.2メートルである。ミンデン遠隔制御室から管理されている。1988年に有効長が85メートルに拡大された。
ミンデンヴェーザー閘門
開放式節水装置を備えた閘門が1個ある。ヴェーザー北連絡運河の0.5 km地点に、上記の立坑式閘門と並列で設置されている。2010年から2017年にかけて建設された。有効長139メートル、幅12.5メートル、喫水4メートル、揚程はヴェーザー川の水位に依存するが最大13.3メートルである。ミンデン遠隔制御室から管理されている。
上ミンデン閘門
節水装置のない閘門が1個ある。ヴェーザー南連絡運河の0.2 km地点にあり、1911年から1914年にかけて建設された。有効長82メートル、幅10メートル、喫水2.5メートル、揚程は6メートルである。ミンデン遠隔制御室から管理されている。
下ミンデン閘門
開放式節水装置を備えた閘門が1個ある。ヴェーザー南連絡運河の1.0 km地点にあり、1921年から1925年にかけて建設された。有効長82メートル、幅12.5メートル、喫水2.5メートル、揚程はヴェーザー川の水位に依存するが最大7.08メートルである。ミンデン遠隔制御室から管理されている。
ミンデンの閘門群は、ミンデン水路橋の一部である。水路橋が閉鎖されていても、これらの閘門を利用することでミッテルラント運河の通航を確保することができる。
ライネ降下閘門
節水装置のない閘門が1個ある。ライネ連絡運河0.6 km地点にあり、1913年から1914年にかけて建設され、2007年に改良された。有効長73メートル、幅10メートル、揚程1.9メートルで、操作要員が配置されている。
ローテンゼー閘門
開放式節水装置を3個を備えた閘門が1個ある。ローテンゼー連絡運河0.65 km地点にあり、1997年から2001年にかけて建設された。有効長190メートル、幅12.5メートル、喫水2.8メートル、エルベ川の水位に応じて揚程は10.45メートルから18.46メートルまで変化する。
ローテンゼーボートリフト
浮きを利用したカウンターバランス付きのボートリフトである。ローテンゼー連絡運河の旧区間にあり、1929年から1938年にかけて建設された。有効長82メートル、幅12メートル、喫水2メートルで、揚程はエルベ川の水位に応じて12メートルから18.7メートルまで変化する。2006年末から2013年8月まで使用中止となっていた。2013年8月24日に旅客船およびプレジャーボートに対するボートリフト使用が再開された。マクデブルク市の管理によるもので、5月から9月までの季節限定運用である。

## 保安水門

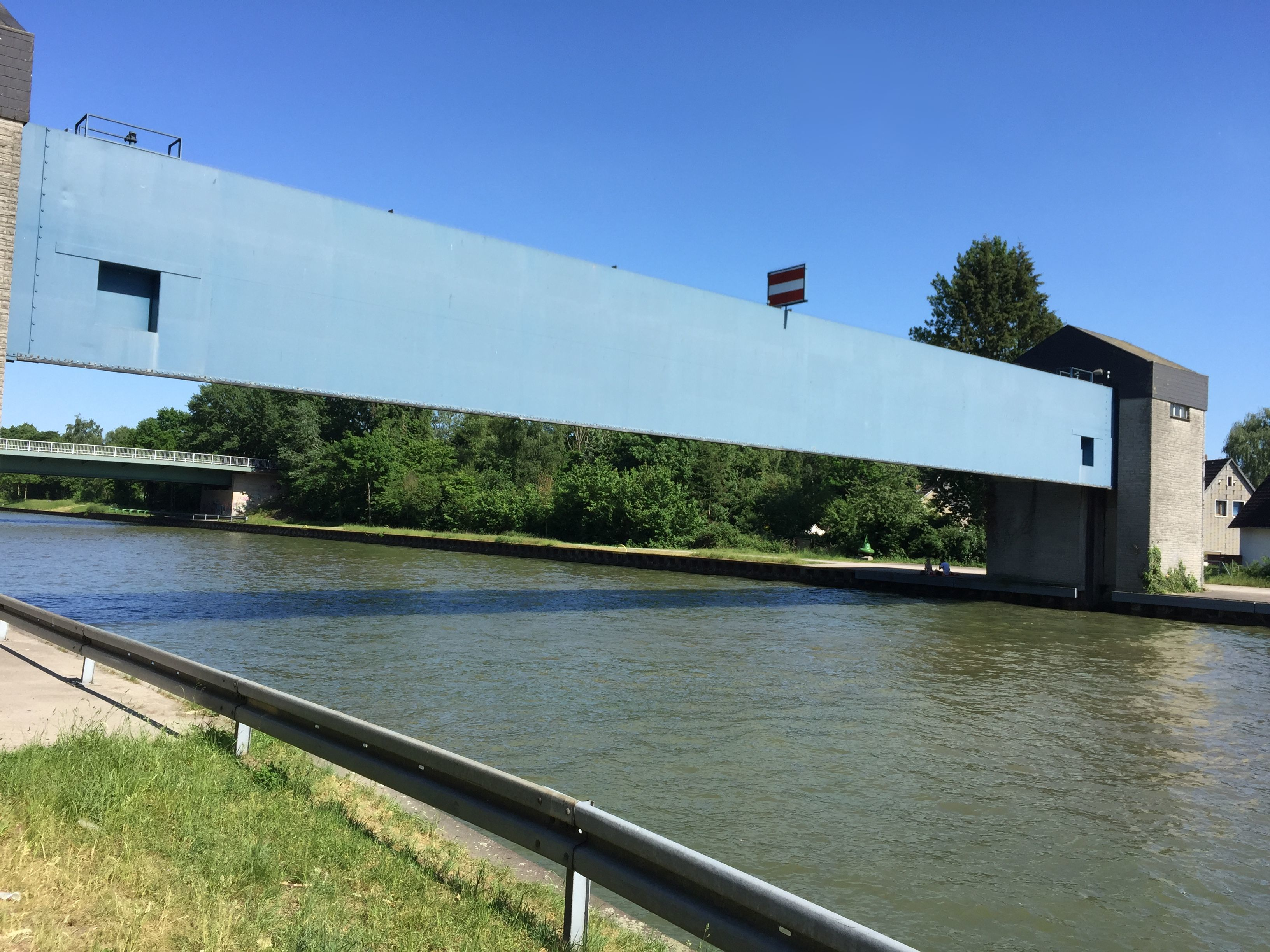
ハーフェルゼにあるミッテルラント運河の保安水門

運河の構造が損傷して、水が大量に流失し、周辺に洪水を及ぼすことを防ぐために、ドルトムント-エムス運河からエルベ川までの間に9か所の保安水門が設置されている。運河の開始点に当たるベルゲスヘーフェーデ、オスナブリュック支線運河の分岐点の両側、長い運河区を分割するためのヘリングハウゼン、ミンデン水路橋の東西双方とライネ水路橋の東西双方、エルベ川へ至る長い運河区を分割するハルデンスレーベンである。

## 交通路や水路との交差
ミッテルラント運河とその支線・連絡運河には、45か所の鉄道橋、314か所の道路橋、9か所のアンダーパスが建設されている。これに加えて水路の交差用に245か所のカルバートがある。

## 水位管理
ミッテルラント運河は主に貨物輸送に用いられているが、当初から水管理の役割も与えられていた。これには工業用・農業用の水供給や、交差する小河川が洪水を起こした際にヴェーザー川やエルベ川に放流するといった役割がある。運河からは、蒸発、浸透、閘門の操作といった理由で常に水が失われている。また水位は強風にも影響を受ける。運河は主に東西方向に向いており、強い西風が吹くと運河の末端では水位が40センチも上がることがある。船舶通航のために空頭高や喫水を常に一定に保証しておくためには、水位を常時管理しておく必要がある。
ミッテルラント運河とその支線運河への水供給の管理は、ミンデンの操作センターから行われている。この目的で、ベファーゲルンからホーエンヴァルテまでの間に数多くのポンプ局、排水設備、水位測定設備がある。
数少ない自然の河川だけでは運河に常時水を供給するためには不十分であるため、ヴェーザー川やエルベ川から運河に水を常にポンプアップしなければならない。ヴェーザー川の水供給量を十分にして、航行性を確保するために、ヴェーザー川の上流にダム湖のエダー湖が完成し1914年に運用を開始した。ミッテルラント運河に水を供給するポンプ局は、ヴェーザー川に面するミンデンと、マクデブルクのローテンゼー閘門に置かれている。またすべての閘門にもポンプ局があり、閘門の水位の低い側から高い水位の側に水のポンプアップを行っている。
これ以外に、臨時に水供給を行う場所として、グラーフホルスト近くのアラー川からのものがある。かつては悪名高かったアラー川の洪水を排水するために、全長3キロメートルの運河が建設された。1960年代にはあまりに頻繁にこの排水が運用されたため、アラー川の水はほとんど源流からのものではないほどであった。

## 娯楽・レクリエーション

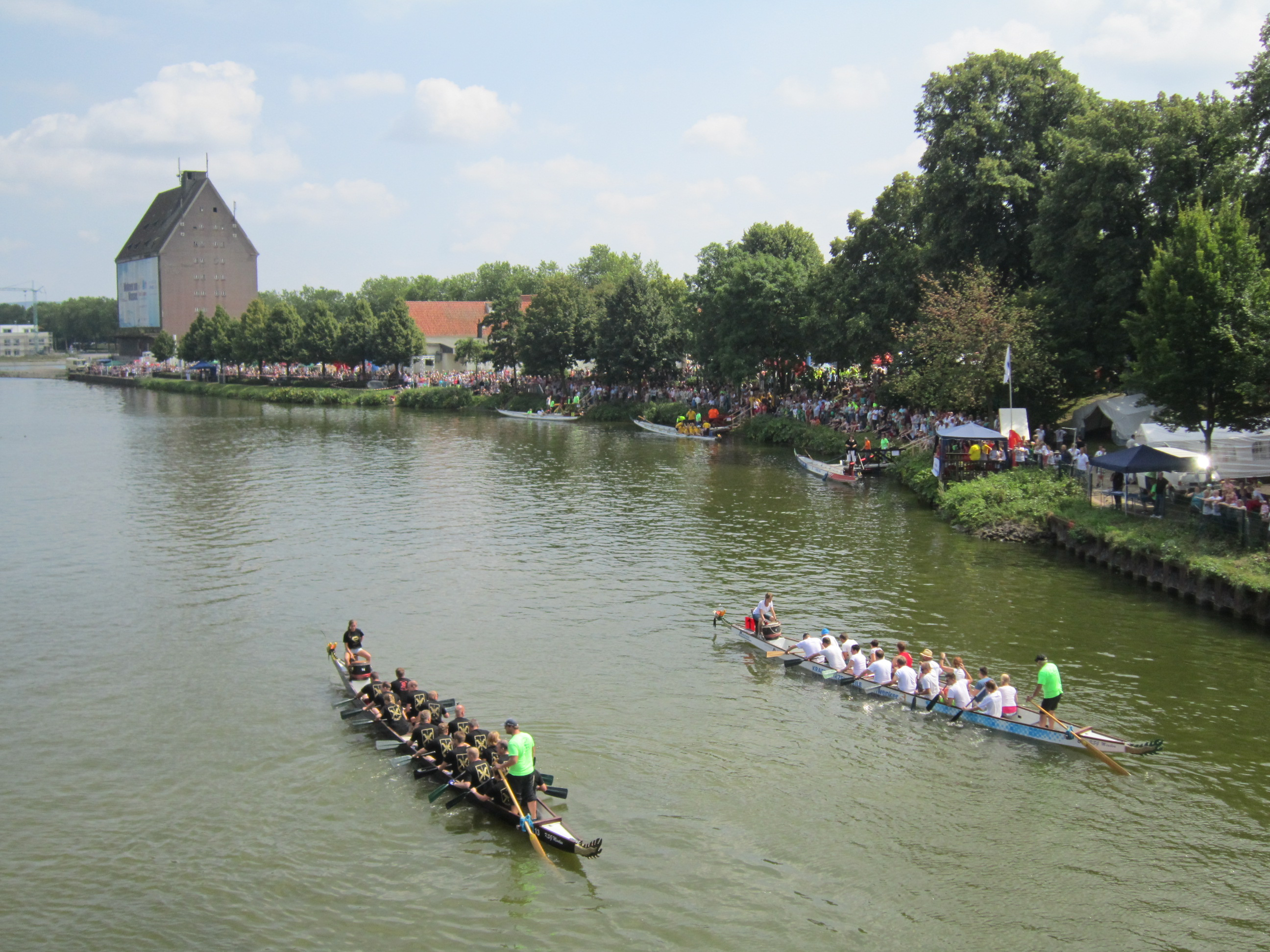
バート・エッセン港まつりにおけるドラゴンボートレース

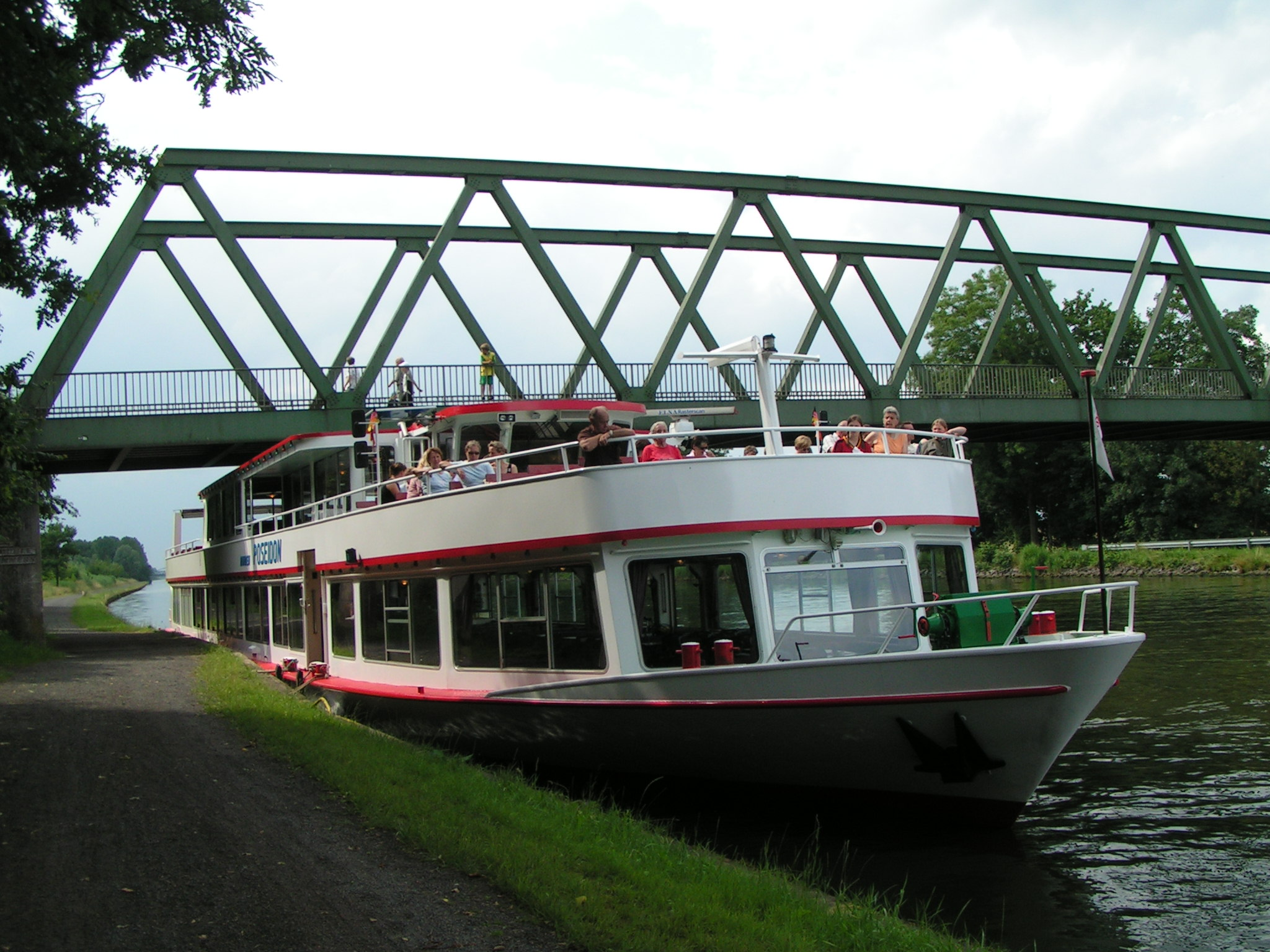
ジュートヘンメルンの埠頭の旅客船

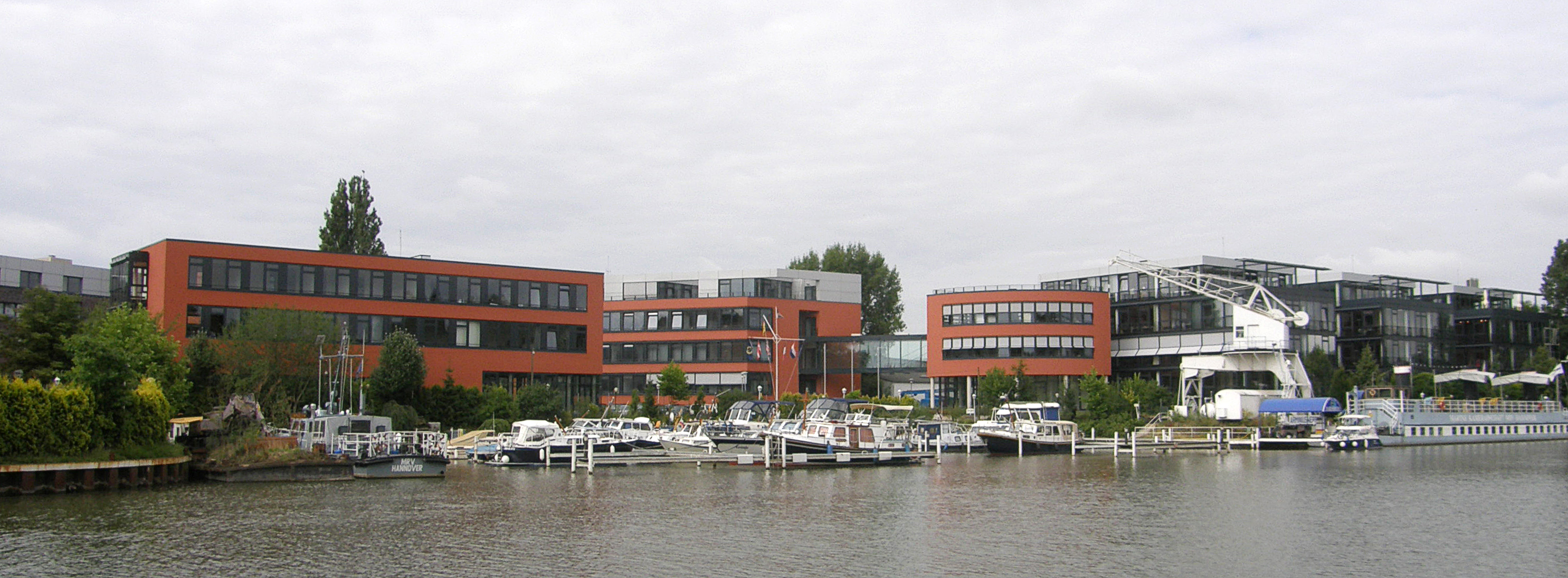
ハノーファーのミッテルラント運河に臨むヨットハーバー

ミッテルラント運河のほぼ全線にわたって、少なくとも片方の岸には作業用の通路が設けられている。この通路は、自己責任の原則で、歩行者や自転車に対して開放されている。この通路はほとんどが細かい砂利で敷き詰められており、閘門や港湾設備のある場所ではしばしば舗装されている。車道や閘門周辺を除けば、この通路にはほとんど勾配がない。これにより、訓練していない人でも長距離移動が容易である。場所によっては、ドックのある場所など、橋を使って反対の岸に移動しなければならない。ハノーファーのような一部の都市では、運河とその岸辺はレクレーションエリアとしても使われている。
運河は、ウォータースポーツの愛好者にとって多様な航走場所となっている。ミッテルラント運河とその支線運河には、多くのヨットクラブ、カヌークラブ、ボートクラブがある。オスナブリュック、ミンデン、ハノーファー、ハルデンスレーベン、マクデブルク地区では、時刻表に沿って旅客船の運航が行われている。

## ミッテルラント運河沿いの都市や町

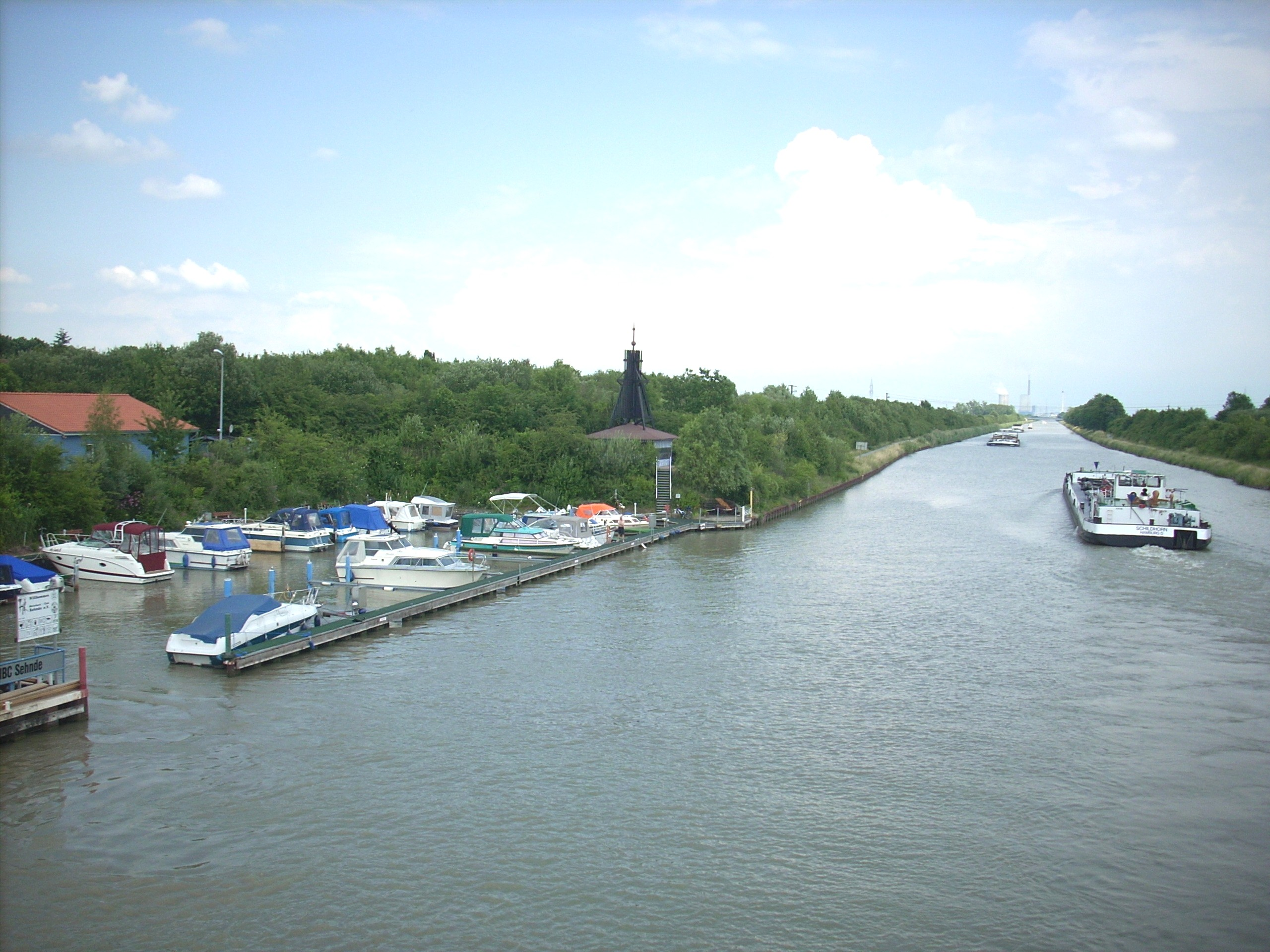
ゼーンデの運河に面した水路標識

ミッテルラント運河の西から東に向かって列挙する。
- ノルトライン＝ヴェストファーレン州
  - シュタインフルト郡
    - ヘルステル、イベンビューレン、レッケ、メッティンゲン、ヴェスターカペルン
- ニーダーザクセン州
  - オスナブリュック郡
    - ブラームシェ、オスターカッペルン、ボームテ、バート・エッセン
- ノルトライン＝ヴェストファーレン州
  - ミンデン＝リュベッケ郡
    - プロイシシュ・オルデンドルフ、エスペルカンプ、リュベッケ、ヒレ、ミンデン
- ニーダーザクセン州
  - シャウムブルク郡
    - ビュッケブルク、ヘスペ、メーアベック、ニーデルンヴェーレン、ノルトゼール、ポルハーゲン、ラウエンハーゲン、リューダースフェルト、ザクセンハーゲン、アウハーゲン、ハステ

  - ハノーファー広域連合
    - ヴンストルフ、ゼールツェ、ガルプセン、ハノーファー、ゼーンデ

  - パイネ郡（ドイツ語版）
    - ホーエンハンメルン（ドイツ語版）、パイネ（ドイツ語版）、ヴェンデブルク（ドイツ語版）

  - ブラウンシュヴァイク
  - ギフホルン郡（ドイツ語版）
    - マイネ（ドイツ語版）、ヴァスビュッテル（ドイツ語版）、カルバーラー（ドイツ語版）

  - ヴォルフスブルク
  - ギフホルン郡
    - ルーエン（ドイツ語版）
- ザクセン＝アンハルト州
  - ベルデ郡（ドイツ語版）
    - オエビスフェルデ＝ヴェファーリンゲン（ドイツ語版）、カルフェアデ（ドイツ語版）、ビュルストリンゲン（ドイツ語版）、ハルデンスレーベン（ドイツ語版）、ニーダー・ベルデ（ドイツ語版）、バーレーベン（ドイツ語版）、ヴォルミアシュテット（ドイツ語版）

  - マクデブルク
  - イェリホーファー・ラント郡（ドイツ語版）
    - メーザー（ドイツ語版）

1974年の領域再編により、ランゲンハーゲンはブリンカー港のある港湾都市ではなくなり、ミッテルラント運河に面した700メートルの領域もなくなった。